# 니코틴성 아세틸콜린 수용체

Acetylcholine

Nicotine

니코틴성 아세틸콜린 수용체 (nicotinic acetylcholine receptor, nAChR)는 신경전달물질인 아세틸콜린에 반응하는 수용체 폴리펩티드이다. 니코틴 수용체는 또한 작용제 니코틴과 같은 약물에도 반응한다. nAChR은 많은 유기체의 중추 및 말초 신경계, 근육 및 기타 많은 조직에서 발견된다. 신경근 접합부에서는 근육 수축을 조절하는 운동 신경-근육 통신을 위한 근육의 주요 수용체이다. 말초 신경계에서: (1) 교감 신경계와 부교감 신경계 내의 시냅스전 세포에서 시냅스 후 세포로 나가는 신호를 전달하고, (2) 근육 수축을 위한 신호로 방출되는 아세틸콜린을 받는 골격근에서 발견되는 수용체이다. 면역 체계에서 nAChR은 염증 과정을 조절하고 뚜렷한 세포내 경로를 통해 신호를 보낸다. 곤충의 경우 콜린성 시스템은 중추신경계로 제한된다.
니코틴 수용체는 아세틸콜린에 반응하므로 콜린성 수용체로 간주된다. 니코틴 수용체는 무스카린성 아세틸콜린 수용체를 자극하지 않지만 대신 니코틴 수용체에 선택적으로 결합하는 니코틴에서 이름을 얻었다. 무스카린성 아세틸콜린 수용체도 마찬가지로 해당 수용체에 선택적으로 부착되는 화학물질인 무스카린에서 이름을 얻었다. 아세틸콜린 자체는 무스카린성 및 니코틴성 아세틸콜린 수용체 모두에 결합한다.

## 같이 보기
- 신경절
- 신경절이후신경섬유 (postganglionic nerve fiber, 절후신경섬유)
- 콜린성
- 아세틸콜린 수용체 (콜린성 수용체)

- 무스카린성 아세틸콜린 수용체

- 아드레날린 수용체
- 알파 운동 신경세포